# Three Billboards : Les Panneaux de la vengeance
Pour plus de détails, voir Fiche technique et Distribution.
Three Billboards : Les Panneaux de la vengeance (Three Billboards Outside Ebbing, Missouri) est un film américano-britannique écrit et réalisé par Martin McDonagh, sorti en 2017.
Il est présenté à la Mostra de Venise 2017 où il remporte le prix du meilleur scénario. Il remporte le People's Choice Award du Festival de Toronto 2017 ainsi que le prix du public au festival international du film de La Roche-sur-Yon le 22 octobre 2017.

## Synopsis
Dans la ville d'Ebbing, dans le Missouri, sept mois après le viol et le meurtre de sa fille, Mildred Hayes (Frances McDormand) décide de réagir car la police n'a obtenu aucun résultat. Elle loue trois panneaux publicitaires pour la somme de 5 000 dollars par mois et fait inscrire : « RAPED WHILE DYING », « AND STILL NO ARRESTS? » et « HOW COME, CHIEF WILLOUGHBY? » (« VIOLÉE ENCORE AGONISANTE », « ET TOUJOURS PAS D'ARRESTATION ? » et « POURQUOI, CHEF WILLOUGHBY ? »).
Même si Willoughby (Woody Harrelson) éprouve de la sympathie pour Mildred, il juge que les affiches sont injustes parce que les indices sont inexistants. Il souffre par ailleurs d'un cancer en phase terminale et n'aimerait pas que toute cette histoire soit le dernier souvenir que l'on garde de lui. Pour sa part, Dixon (Sam Rockwell), un policier fruste et raciste aux méthodes brutales, menace Red, le publicitaire qui a loué les panneaux à Mildred. Plus tard, il arrête Denise, amie de Mildred, pour possession de marijuana, dans le but d'intimider Mildred. Elle reçoit la visite de Charlie, son ex-mari violent et policier, qui l'accuse d'avoir provoqué la mort de leur fille.
À la clinique dentaire, Mildred blesse volontairement le dentiste du village — qui s'était opposé aux panneaux — après que ce dernier la pique pour l'anesthésier. À la suite de la plainte du dentiste, Willoughby amène Mildred au poste de police pour la questionner. Elle nie, affirmant que c'est sa parole contre celle du dentiste. Pendant qu'ils discutent, Willoughby, fait une hémorragie interne, tousse et éclabousse de sang le visage de Mildred. En observation médicale à l'hôpital, il passe outre la recommandation du médecin de continuer à se reposer et décide de passer une journée en compagnie de sa femme et de ses filles. Au terme de cette journée idyllique, il se suicide. Il laisse des messages écrits à sa femme, à Dixon et à Mildred. À cette dernière, il explique qu'elle n'est pas la raison de son suicide et qu'il a secrètement versé 5 000 dollars pour un mois supplémentaire de location des panneaux, anticipant d'autres problèmes qu'elle devra surmonter. Au magasin où Mildred travaille, un étranger la menace tout en laissant croire qu'il aurait violé sa fille. L'étranger quitte le magasin lorsque la femme de Willoughby se présente avec la lettre de son défunt mari à Mildred. Pour sa part, Dixon réagit violemment en apprenant la mort du chef de police : il se rend au bureau de Red, le frappe puis le défenestre avant de frapper sa secrétaire au passage. Abercrombie, futur chef de police, est témoin de la scène. Quelques minutes plus tard, Abercrombie annonce qu'il remplace Willoughby, à la stupéfaction de Dixon parce que le nouveau chef de police est noir. Abercrombie démet Dixon de ses fonctions. 
Alors qu'elle rentre chez elle le soir, Mildred découvre les trois panneaux en feu. Malgré ses efforts, les affiches sont détruites. Le lendemain soir, Dixon se rend au poste de police pour y lire le message que Willoughby lui avait réservé. Mildred, qui se trouve dans les bureaux inoccupés de Red, appelle plusieurs fois au poste pour s'assurer qu'il est vide. Ensuite, elle lance des cocktails Molotov contre le bâtiment. Dixon, qui est en train d'écouter de la musique, n'entend pas le ronflement du feu. Lorsqu'une vitre explose, il se rend compte du danger et parvient à s'enfuir à travers les flammes avec le dossier de la fille de Mildred. Questionnée sur sa présence à proximité de l'incendie, le nain James sert d'alibi à Mildred pour la disculper de l'incendie. Entretemps, Dixon est admis à l'hôpital pour de graves brûlures. Il occupe la même chambre que Red, toujours en convalescence, se fait reconnaître et lui demande pardon. Malgré tout, Red lui donne un verre de jus de fruit.
Ayant obtenu congé de l'hôpital, Dixon se rend dans un bar où il apprend que son voisin de table a menacé Mildred et se vante d'avoir eu des gestes à caractère sexuel contre une jeune fille. Dixon note son numéro de plaque puis le provoque dans le but de lui soutirer de l'ADN en le griffant violemment au visage. Chez lui, il recueille des morceaux de peau sous ses ongles et le donne à la police comme preuve, ainsi que le numéro de la plaque de la voiture de son agresseur. Entretemps, Mildred se rend dans un restaurant où James l'a invitée à dîner ; coïncidence son ex-mari Charlie se présente quelques instants plus tard avec sa jeune épouse. Mildred entre en conflit avec James, qui quitte le restaurant, puis se rend à la table de Charlie où elle lui dit de bien traiter sa femme, puis quitte le restaurant à son tour.
Plus tard, Abercrombie informe Dixon que l'ADN ne correspond pas à celui du violeur de la fille de Mildred et que l'homme du bar se trouvait à l'extérieur du pays pour une mission secrète au moment du viol. Mildred et Dixon croient qu'il est coupable d'un viol et décident de se rendre chez lui avec une arme à feu. Pendant le voyage, Mildred confesse qu'elle a incendié le poste de police ; Dixon réplique que cela ne pouvait être qu'elle, sous-entendant qu'il le savait déjà. Pensifs, les deux personnages s'avouent douter du bien fondé de tuer le suspect, et s'entendent alors pour décider en chemin de ce qu'il feront une fois arrivés.

## Fiche technique
- Titre original : Three Billboards Outside Ebbing, Missouri
- Titre français : Three Billboards : Les Panneaux de la vengeance
- Titre québécois : Trois affiches tout près d'Ebbing, Missouri
- Réalisation : Martin McDonagh
- Scénario : Martin McDonagh
- Production : Martin McDonagh, Graham Broadbent, Peter Czernin
- Direction artistique : Jesse Rosenthal
- Décors : Merissa Lombardo
- Costumes : Melissa Toth
- Photographie : Ben Davis
- Montage : Jon Gregory (en)
- Musique : Carter Burwell
- Société de production : Blueprint Pictures et Film4
- Sociétés de distribution : Fox Searchlight Pictures (États-Unis), 20th Century Fox (France)
- Pays d'origine :  Royaume-Uni,  États-Unis
- Langue originale : anglais
- Format : couleur − Numérique - 2,35:1 − son Dolby Digital
- Genre : Comédie noire, policier
- Durée : 115 minutes
- Dates de sortie :
  - Italie : 4 septembre 2017 (Mostra de Venise 2017)
  - Canada : 10 septembre 2017 (festival international du film de Toronto)
  - États-Unis : 10 novembre 2017
  - Royaume-Uni : 12 janvier 2018
  - France : 17 janvier 2018
- Film classé Tous Publics avec avertissement lors de sa sortie en salles.
- Déconseillé aux moins de 12 ans lors de sa diffusion à la télévision.

## Distribution
- Frances McDormand (VF : Françoise Vallon) : Mildred Hayes
- Woody Harrelson (VF : Jérôme Pauwels) : le shérif Bill Willoughby
- Sam Rockwell (VF : Damien Boisseau) : l'agent Jason Dixon
- John Hawkes (VF : Luc-Antoine Diquéro) : Charlie Hayes, l'ex-mari de Mildred
- Peter Dinklage (VF : Constantin Pappas) : James
- Lucas Hedges (VF : Gabriel Bismuth-Bienaimé) : Robbie Hayes, le fils de Mildred
- Abbie Cornish (VF : Elisabeth Ventura) : Anne Willoughby, l'épouse du shérif
- Samara Weaving (VF : Nastassja Girard) : Penelope, la jeune compagne de Charlie Hayes
- Caleb Landry Jones (VF : Gauthier Battoue) : Red Welby, le publicitaire
- Clarke Peters (VF : Thierry Desroses) : Abercrombie, le nouveau shérif
- Darrell Britt-Gibson (VF : Diouc Koma) : Jerome, le poseur d'affiches
- Kathryn Newton (VF : Camille Timmerman) : Angela Hayes, la fille de Mildred
- Kerry Condon (VF : Laetitia Coryn) : Pamela, la secrétaire de Red Welby
- Željko Ivanek (VF : Jean-Pol Brissart) : Cedric Connolly, le sergent à l'accueil du poste de police
- Amanda Warren (VF : Déborah Claude) : Denise Watson, l'employée du magasin de souvenirs
- Sandy Martin (VF : Frédérique Cantrel) : mère de Jason Dixon
- Malaya Rivera-Drew : Gabriella Forrester, la journaliste
- Brendan Sexton III (VF : Thibaut Lacour) : l'homme au cheveux courts
- Jerry Winsett (VF : Jean-Jacques Nervest) : Geoffrey, le dentiste
- Nick Searcy (VF : Patrick Raynal) : le père Montgomery (non crédité)

Version française
Studio de doublage : Deluxe Media Paris
Direction artistique : Isabelle Brannens
Adaptation : Maï Boiron
 Source et légende : version française (VF) sur RS Doublage et AlloDoublage

## Production

### Genèse et développement
Martin McDonagh commence à écrire le scénario après avoir vu des panneaux de crimes non résolus quelque part « aux confins de la Géorgie, la Floride et l'Alabama ». Il écrit cependant une histoire originale en repensant à ces panneaux et imagine une histoire autour d'une mère. Il développe le personnage de Mildred avec Frances McDormand à l'esprit. L'actrice demande  que le personnage soit plutôt une grand-mère mais Martin McDonagh pense que cela changera trop l'histoire,. Joel Coen, le mari de Frances McDormand, la convainc d'accepter le rôle.
Après le succès du film et son obtention du Golden Globes du meilleur film, il s'avérera que les panneaux que Martin McDonagh a vus en 1998 se trouvent à Vidor (Texas). Il s'agit de panneaux de très petite taille comparée à ceux du film, mais le long d'une voie très fréquentée, l'Interstate 10. Ces panneaux ont été placés par James Fulton, dont la fille a été violée puis tuée en 1991.

### Tournage
Le tournage débute le 2 mai 2016 à Sylva en Caroline du Nord, pour une durée de 33 jours.

### Musique
La musique originale du film est composée par Carter Burwell, déjà à l’œuvre sur les deux précédents films de Martin McDonagh, Bons baisers de Bruges (2008) et Sept psychopathes (2012).

#### Liste des titres
Toutes les chansons sont écrites et composées par Carter Burwell, sauf exceptions notées.
| No  | Titre                                                                  | Auteur                                         | Durée |
| --- | ---------------------------------------------------------------------- | ---------------------------------------------- | ----- |
| 1.  | Mildred Goes to War                                                    |                                                | 1:22  |
| 2.  | The Deer                                                               |                                                | 2:06  |
| 3.  | Buckskin Stallion Blues (interprété par Townes Van Zandt)              | Townes Van Zandt                               | 2:59  |
| 4.  | A Cough of Blood, A Dark Drive                                         |                                                | 2:37  |
| 5.  | I’ve Been Arrested                                                     |                                                | 0:38  |
| 6.  | Fruit Loops                                                            |                                                | 1:29  |
| 7.  | His Master’s Voice (interprété par Monsters of Folk)                   | Jim James, Conor Oberst, M. Ward et Mike Mogis | 4:49  |
| 8.  | Billboards On Fire                                                     |                                                | 2:24  |
| 9.  | Slippers                                                               |                                                | 1:19  |
| 10. | The Last Rose of Summer (interprété par Renee Fleming et Jeffrey Tate) | Thomas Moore                                   | 4:51  |
| 11. | My Dear Anne                                                           |                                                | 2:35  |
| 12. | Walk Away Renée (interprété par The Four Tops)                         | Michael Brown, Bob Calilli, et Tony Sansone    | 2:44  |
| 13. | Billboards Are Back                                                    |                                                | 1:24  |
| 14. | Collecting Samples                                                     |                                                | 1:15  |
| 15. | Sorry Welby                                                            |                                                | 1:43  |
| 16. | The Night They Drove Old Dixie Down (interprété par Joan Baez)         | Robbie Robertson                               | 3:23  |
| 17. | Countermove                                                            |                                                | 1:56  |
| 18. | Can’t Give Up Hope                                                     |                                                | 0:30  |
| 19. | Buckskin Stallion Blues (interprété par Amy Annelle)                   | Townes Van Zandt                               | 3:21  |

## Sortie

### Accueil critique
En France, le site Allociné recense une moyenne des critiques "presse" de 4,1/5, et des critiques "spectateurs" à 4,3/5.
Aux États-Unis, le film reçoit des critiques majoritairement positives, avec un score de 92 % sur le site agrégateur Rotten Tomatoes basé sur 321 critiques et une note de 88/100 basée sur 50 critiques sur le site Metacritic.

### Box-office
| Pays ou région    | Box-office      | Date d'arrêt du box-office | Nombre de semaines |
| ----------------- | --------------- | -------------------------- | ------------------ |
| États-Unis Canada | 54 513 740 $    | 3 mai 2018                 | 25                 |
| France            | 894 203 entrées | 1er mai 2018               | 16                 |
| Mondial           | 159 210 164 $   |                            |                    |

## Distinctions

### Récompenses
- Mostra de Venise 2017 : prix Orsella pour le meilleur scénario
- Festival international du film de Toronto 2017 : prix du public
- Festival international du film de La Roche-sur-Yon 2017 : prix du public
- Golden Globes 2018 : 
  - meilleur film dramatique
  - meilleure actrice dans un film dramatique pour Frances McDormand
  - meilleur acteur dans un second rôle pour Sam Rockwell
  - meilleur scénario
- British Academy Film Awards 2018 : 
  - meilleur film
  - Meilleur film britannique
  - Meilleure actrice pour Frances McDormand
  - Meilleur acteur dans un second rôle pour Sam Rockwell
  - Meilleur scénario original
- Oscars 2018 : 
  - Meilleure actrice pour Frances McDormand
  - Meilleur acteur dans un second rôle pour Sam Rockwell

### Nominations
- Golden Globes 2018 : 
  - Meilleur réalisateur pour Martin McDonagh
  - Meilleure musique de film

- British Academy Film Awards 2018 : 
  - Meilleur réalisateur pour Martin McDonagh
  - British Academy Film Award du meilleur acteur dans un second rôle pour Woody Harrelson
  - Meilleure photographie
  - Meilleur montage

- Oscars 2018 :
  - Oscar du meilleur film
  - Oscar du meilleur acteur dans un second rôle pour Woody Harrelson
  - Oscar du meilleur scénario original
  - Oscar du meilleur montage
  - Oscar de la meilleure musique de film

- César 2019 : César du meilleur film étranger